# Sternarchorhynchus mesensis
Sternarchorhynchus mesensis és una espècie de peix pertanyent a la família dels apteronòtids.

## Descripció
- Pot arribar a fer 24,9 cm de llargària màxima.
- 171-189 radis tous a l'aleta anal.
- 80-110 vèrtebres.
- Aleta caudal amb 13-15 radis.
- 11-13 fileres d'escates per damunt de la línia lateral.
- Presenta una franja de color blanc a blanc groguenc a la part frontal del cap.[5][6][7]

## Hàbitat
És un peix d'aigua dolça, bentopelàgic i de clima tropical.

## Distribució geogràfica
Es troba a Sud-amèrica: la conca del riu Tocantins.

## Observacions
És inofensiu per als humans.